# Santa María de Jesús
Santa María de Jesús est une ville du Guatemala, située dans le département de Sacatepéquez.